# Reial Fàbrica de Panys d'Alcoi
La Reial Fàbrica de Panys d'Alcoi va ser una organització del segle xviii de fabricants tèxtils d'Alcoi que fabricava teixit que era emprat en els exèrcits reials del Rei Carles IV d'Espanya.

## Història
El document més antic que es conserva sobre la Fàbrica de Panys és de l'any 1561. Es tracta d'una organització oficiosa de fabricants tèxtils. El document és una acta en la qual es reflecteix l'aprovació de regles del gremi, titulat Capitols i ordenasions del offici de perayres de la Vila d'Alcoi decretats parell el Governador de Valensía. En aquest apartat es troben 65 capítols on es regula el funcionament de l'ofici tèxtil. Així mateix també es regulaven la qualitat mínimes que havia de tenir al producció per a poder vendre's amb el segell de fabricada a Alcoi.
En el segle xviii es va establir oficialment la "Bolla" que era una garantia que certificava la qualitat i l'acabat dels gèneres tèxtils. Va ser llavors quan va canviar el seu nom i va passar a ser coneguda com la Casa de la Bolla. En aquest lloc es recollien mostres tèxtils de tota la producció per a controlar la seva qualitat. Els que eren conformes es bollaven (era així com es coneixia el fet de marcar amb el segell de qualitat que assegurava el seu origen alcoià).
El 8 de juny de l'any 1800 el Rei Carles IV d'Espanya va ser quan va concedir el títol de "Reial" a la Fàbrica de Draps en reconeixement que s'hi fabricaven els teixits que utilitzaven els exèrcits reials. Amb aquest reconeixement, els treballadors de la Reial Fàbrica de Panys estaven exempts del servei militar.
La Reial Fàbrica de Draps d'Alcoi va fundar en 1829 la primera escola tèxtil d'ensenyament tècnic: l'Escola de Bolla. En l'any 1853 el Ministeri de Foment li va donar caràcter d'Escola Industrial Elemental. L'escola va sorgir arran de diferents disturbis antimaquinistes que va viure la població d'Alcoi. En la revolució industrial algunes ciutats van veure com les primeres màquines van desplaçar dels seus llocs a alguns treballadors i els van deixar a l'atur. La gran organització dels treballadors alcoians (que van tenir una participació destacada en el moviment obrer valencià), va facilitar la seva mobilització fins al punt que en el primer comitè anarquista ibèric de la península Ibèrica, dos dels seus cinc membres eren naturals d'Alcoi i un tercer treballava també en la ciutat.
La Reial Fàbrica de Panyos va impulsar l'escola a l'arribar a la conclusió que només amb una millora del nivell cultural i de formació es podria vèncer la resistència antimaquinista dels treballadors, i que d'aquesta forma se'ls capacitaria per a poder treballar dominant ells a les màquines. En l'any 1886 es crea l'Escola d'Arts i Oficis, que va ser el precedent de l'Escola de Perits (1903). Aquesta escola va acabar convertint-se en el que avui dia és l'Escola Politècnica Superior d'Alcoi.
En l'any 1931, al proclamar-se la II República Espanyola, la Reial Fàbrica de Panys canviaria el seu nom per a passar a denominar-se Tèxtil Alcoiana.

## Actualitat
Actualment i gràcies al seu passat històric, l'Agrupació Empresarial Tèxtil Alcoiana posseïx uns dels arxius tèxtils més importants de tot l'Estat espanyol. Aquesta agrupació és una corporació privada que coordina funcions industrials i facilita serveis als seus afiliats.